# Louis DaPron

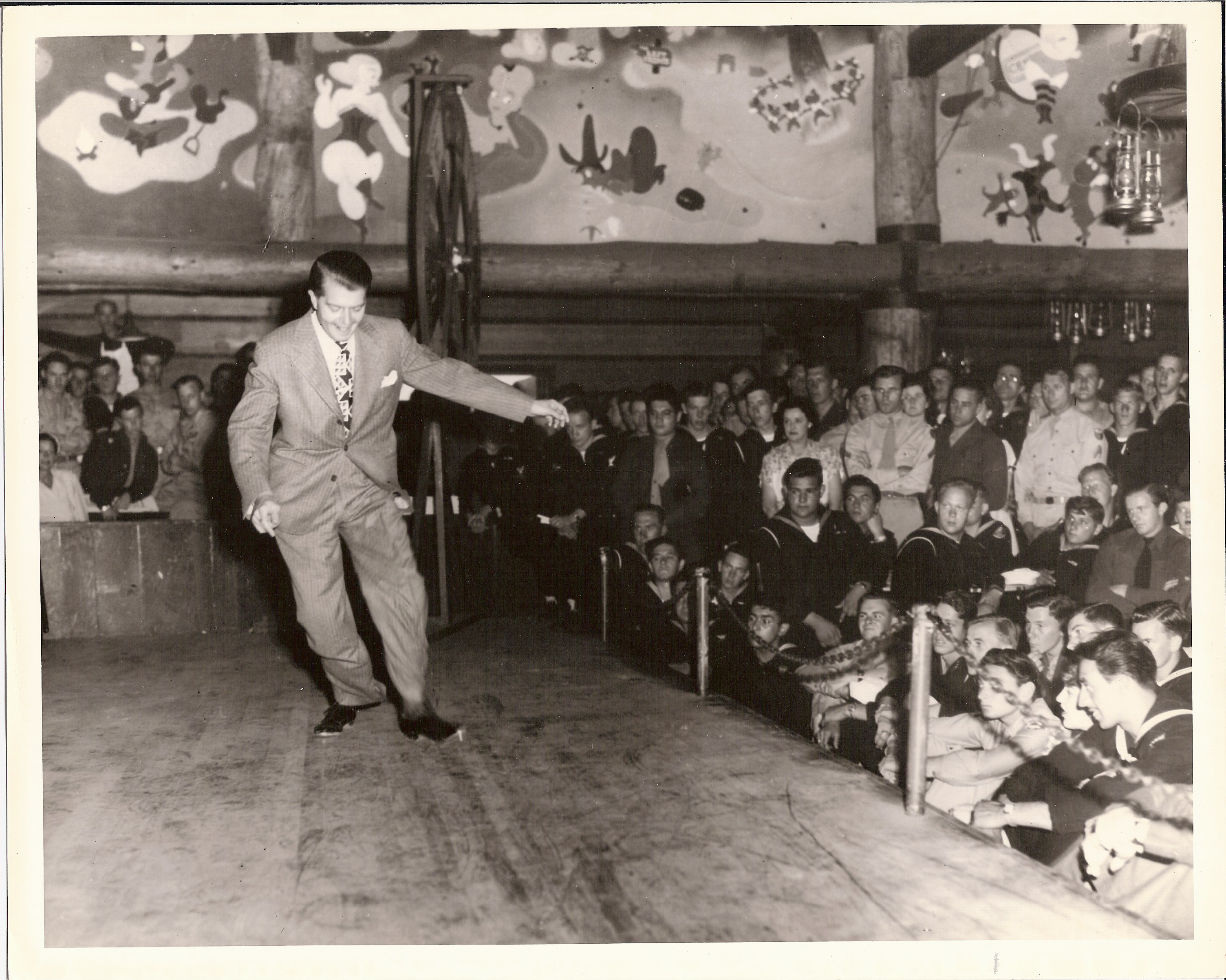
Louis DaPron

Louis DaPron, född 3 februari 1913 i Hammond, Indiana, död 21 juli 1987 i Westlake Village, Los Angeles County, Kalifornien, verkade från 1930-talet fram till 1970-talet som koreograf av dans i amerikansk film och TV. Han skådespelade även i ett antal filmer, då stundtals som dansare. Han sysslade i stor utsträckning med just steppdans. Bland de filmer han medverkat i finns Blonde Ransom.